# عین کبیره (استان تلمسان)
عین کبیره (استان تلمسان) (به عربی: عين الكبيرة) یک شهرداری در الجزایر است که در استان تلمسان واقع شده‌است.